# Sega Appoooh
La Sega Appoooh es una videoconsola de arcade lanzada por Sega en 1984. En total, se lanzaron solo 2 juegos para la consola: Appoooh y Robo Wres 2001.

## Características
- CPU Principal: Zilog Z80 @ 3.072 MHz
- Chip de Sonido: 3 x SN76496 @ 3.072 MHz, MSM5205 @ 384 kHz
- Resolución de Pantalla: 256x224
- Paleta: 32 colores